# Little Longstone
Little Longstone – wieś i civil parish w Anglii, w Derbyshire, w dystrykcie Derbyshire Dales. W 2001 civil parish liczyła 103 mieszkańców.